# Neostylodactylus investigatoris
Neostylodactylus investigatoris is een garnalensoort uit de familie van de Stylodactylidae. De wetenschappelijke naam van de soort is voor het eerst geldig gepubliceerd in 1925 door Kemp.